# Gnidia quarrei
Gnidia quarrei är en tibastväxtart som beskrevs av André Georges Marie Walter Albert Robyns. Gnidia quarrei ingår i släktet Gnidia och familjen tibastväxter. Inga underarter finns listade i Catalogue of Life.